# Костешти (Мехединци)
Костешти (рум. Costești) насеље је у Румунији у округу Мехединци у општини Балта. Oпштина се налази на надморској висини од 567 m.

## Становништво
Према подацима из 2002. године у насељу је живело 265 становника, од којих су сви румунске националности.